# Волосистые хрущи
Волосистые хрущи (лат. Anoxia) — род жуков семейства пластинчатоусых.

## Описание
Крупные жуки длиной 17—32 мм. Тело удлинённое, с округлёнными боками. Окраска чёрная, бурая, красно-бурая, жёлто-бурая. верхняя сторона покрыта более или менее густыми мелкими прилегающими, приподнятыми, торчащими светлыми или тёмными волосками или светлыми (белого или жёлтого цвета) волосовидными чешуйками. Волоски или чешуйки рассеяны на поверхности тела равномерно или же сгущены местами и образуют жёлтый или белый рисунок в виде полос и пятен, сплошных или образующих пятна неправильной формы.
Усики 10-члениковые. Голова средней величины. Переднеспинка поперечная, покрыта густыми крупными точками, несущими волоски. Надкрылья удлинённые, параллельные или слабо округлённые, с 3 рёбрами, покрыты негустыми слабыми точками и морщинками, Пигидий в густых волосках. Грудь в густых и длинных жёлтых или жёлто-серых волосках. Ноги довольно сильные.
Личинка отличается от личинок Polyphylla и Melolontha отсутствием на задней части анального стернита симметричных рядов шипиков; поле же, занятое крючковатыми щетинками, простирается до середины задней части анального стернита.

## Ареал
Род Anoxia ограничен в своём распространении почти исключительно Средиземноморьем, за пределы которого выходят лишь 3 вида A. orientalis, A. villosa, A. pilosa, распространяющиеся в степную и отчасти лесную зону Европейско-Обской подобласти. На территории бывшего СССР встречаются 4 вида.

## Биология

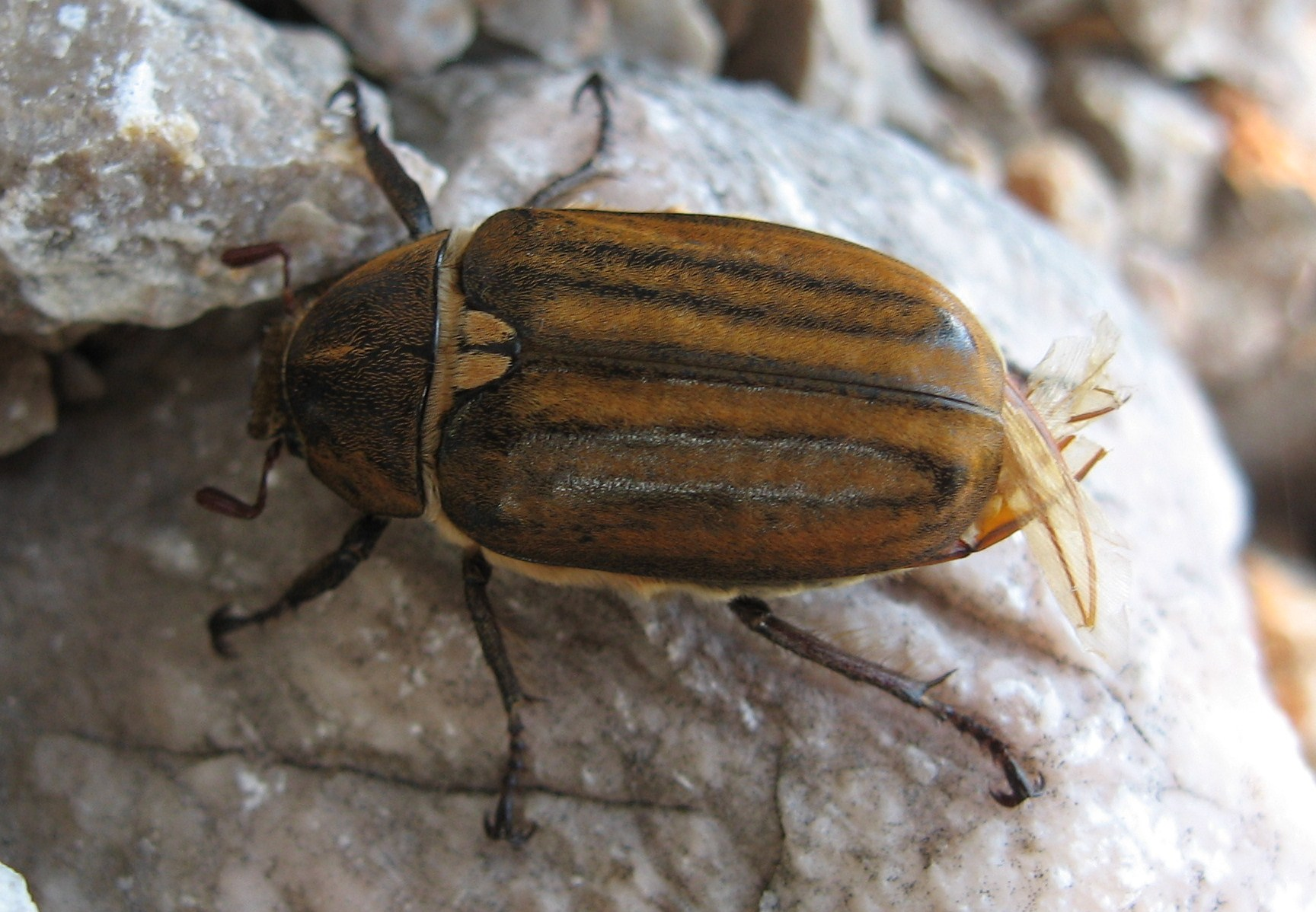
Anoxia matutinalis

Все виды приурочены к песчаной или супесчаной почве, лишь некоторые могут жить на более плотной суглинистой почве. Засоленность почв является для них благоприятным фактором, и морские побережья обильно заселяются многочисленными видами Anoxia, а некоторые почти исключительно приурочены к последним. Насколько известно, имаго всех видов Anoxia не принимают пищи, в дневное время зарываются в почву, причём у некоторых видов отдельные экземпляры остаются на поверхности и сидят на растениях. Лёт жуков происходит в сумерки, одни из них начинают активную деятельность ещё до захода солнца, других — значительно раньше захода солнца, у третьих — после его захода. Летают преимущественно самцы, самки большой частью и это время сидят на растениях. Время лёта видов, обитающих в нашей природной зоне, приходится на июнь—июль, до начала августа.
Яйцекладка происходит в почву, где развиваются личинки, питающиеся корнями травянистых и деревянистых растений.
Генерация 3-летняя. Зимовка (трёхкратная) происходит лишь в личиночной фазе. Фаза куколки непродолжительна, длится около 30 дней.

## Систематика
Род включает 34 вида в составе 3 подродов — Anoxia (Laporte, 1832) 17 видов, Mesanoxia (Medvedev, 1551) 9 видов, Protanoxia (Medvedev, 1951) 8 видов.
- Anoxia affinis
- Anoxia africana
- Anoxia arenbergeri
- Anoxia asiatica
- Anoxia australis
- Anoxia baraudi
- Anoxia caphtor
- Anoxia ciliciensis
- Anoxia cingulata
- Anoxia cretica
- Anoxia cypria
- Anoxia derelicta
- Anoxia desbrochersi
- Anoxia emarginata
- Anoxia hirta
- Anoxia hungarica
- Anoxia kocheri
- Anoxia kraatzi
- Anoxia laevimacula
- Anoxia lodosi
- Anoxia luteipilosa
- Anoxia maculiventris
- Anoxia makrisi
- Anoxia maldesi
- Anoxia matutinalis
- Anoxia mavromoustaksi
- Anoxia monacha
- Anoxia naviauxi
- Anoxia niceaensis
- Anoxia nigricolor
- Anoxia orientalis
- Anoxia pasiphae
- Anoxia pilosa
- Anoxia rattoi
- Anoxia reisseri
- Anoxia rotroui
- Anoxia scutellaris
- Anoxia smyrnensis
- Anoxia tristis
- Anoxia villosa